# Старобогданівська сільська рада
| Старобогданівська сільська рада — колишній орган місцевого самоврядування у Михайлівському районі Запорізької області з адміністративним центром у селі Старобогданівка. Сільській раді підпорядковані населені пункти: - село Старобогданівка |

## Склад ради
Рада складається з 15 депутатів та голови.

## Керівний склад сільської ради
| ПІБ                        | Основні відомості                                                                     | Дата обрання | Дата звільнення |
| -------------------------- | ------------------------------------------------------------------------------------- | ------------ | --------------- |
| Рицький Микола Миколайович | Сільський голова, 1963 року народження, освіта, безпартійний                          | 26.03.2006   | 31.10.2010      |
| Матяш Валентин Семенович   | Сільський голова, 1951 року народження, освіта середня загальна, член Партії регіонів | 31.10.2010   | 18.03.2012      |
| Сахаров Сергій Леонідович  | Сільський голова, 1973 року народження, освіта вища, член Партії регіонів             | 18.03.2012   |                 |

Примітка: таблиця складена за даними джерела

## Пам'ятки
На території Старобогданівської сільської ради розташований ландшафтний заказник місцевого значення «Тиха заводь».